# Логан (округ, Северная Дакота)
Округ Логан (англ. Logan County) располагается в штате Северная Дакота, США. Официально образован в 1873 году. По состоянию на 2013 год, численность населения составляла 1946 человек.

## География
По данным Бюро переписи США, общая площадь округа равняется 2 618,493 км2, из которых 2 571,873 км2 — суша, и 18,000 км2, или 1,820 % — это водоемы.

## Население
По данным переписи населения 2000 года в округе проживает 2308 жителей в составе 963 домашних хозяйства и 659 семей. Плотность населения составляет 1,00 человек на км2. На территории округа насчитывается 1193 жилых строения, при плотности застройки менее 1,00-го строений на км2. Расовый состав населения: белые — 99,18 %, афроамериканцы — 0,09 %, коренные американцы (индейцы) — 0,13 %, азиаты — 0,17 %, гавайцы — 0,00 %, представители других рас — 0,13 %, представители двух или более рас — 0,30 %. Испаноязычные составляли 0,69 % населения независимо от расы.
В составе 25,80 % из общего числа домашних хозяйств проживают дети в возрасте до 18 лет, 63,10 % домашних хозяйств представляют собой супружеские пары, проживающие вместе, 3,10 % домашних хозяйств представляют собой одиноких женщин без супруга, 31,50 % домашних хозяйств не имеют отношения к семьям, 29,20 % домашних хозяйств состоят из одного человека, 16,00 % домашних хозяйств состоят из престарелых (65 лет и старше), проживающих в одиночестве. Средний размер домашнего хозяйства составляет 2,32 человека, и средний размер семьи 2,88 человека.
Возрастной состав округа: 22,60 % — моложе 18 лет, 3,60 % — от 18 до 24, 21,80 % — от 25 до 44, 25,00 % — от 45 до 64, и 25,00 % — от 65 и старше. Средний возраст жителя округа — 46 лет. На каждые 100 женщин приходится 98,30 мужчин. На каждые 100 женщин старше 18 лет приходится 95,60 мужчин.
Средний доход на домохозяйство в округе составлял 27 986 USD, на семью — 33 125 USD. Среднестатистический заработок мужчины был 23 750 USD против 18 269 USD для женщины. Доход на душу населения составлял 16 947 USD. Около 12,60 % семей и 15,10 % общего населения находились ниже черты бедности, в том числе — 16,20 % молодежи (тех, кому ещё не исполнилось 18 лет) и 18,80 % тех, кому было уже больше 65 лет.